# Gare d'Étagnières
La gare d'Étagnières est une halte ferroviaire du chemin de fer Lausanne-Échallens-Bercher. Elle se situe sur le territoire de la commune d'Étagnières, dans le canton de Vaud, en Suisse.

## Situation ferroviaire
Établie à 631 mètres d'altitude, la halte d'Étagnières est située au point kilométrique 9,22 de la ligne Lausanne – Bercher (101). Elle se situe entre la gare Les Ripes et la gare d'Assens.

## Histoire
Mise en service en 1874 par la compagnie du L-E, le premier bâtiment de la station est en bois. Lors des années 1912-1913, le bâtiment en bois d'origine est remplacé par une construction en maçonnerie,. Le style fut celui si typique de la fin du L-E et du LEB. En effet, les bâtiments des gares de Romanel, Cheseaux, Assens et Échallens notamment étaient identiques du point de vue architectural.
Actuellement, la halte d'Étagnières est la dernière avec celle d'Assens à disposer d'un bâtiment construit dans ceux de la série des années 1910. En 2013, la halte compte une moyenne de 481 passagers par jour, soit 2,27 % des mouvements journaliers de la ligne.

## Service des voyageurs

### Accueil
Point d'arrêt non géré, la halte dispose : d'une salle d'attente ; d'un automate à billets CFF ; d'un oblitérateur pour cartes multicourses ; d'un interphone pour effectuer des appels d'urgence et d'un dispositif de demande d'arrêt du train. Elle est protégée par un système de vidéosurveillance. L'accès à la partie ouest du village rendu possible pour les personnes handicapées par à un passage piéton souterrain équipé d'un ascenseur.
On y trouve également : une boîte postale, une cabine téléphonique, deux caissettes à journaux d'Edipresse ainsi qu'un distributeur automatique de produits alimentaires.

### Desserte
La Étagnières est desservie par des trains régionaux à destination de Bercher, d'Échallens et de Lausanne-Flon.

Installations et desserte
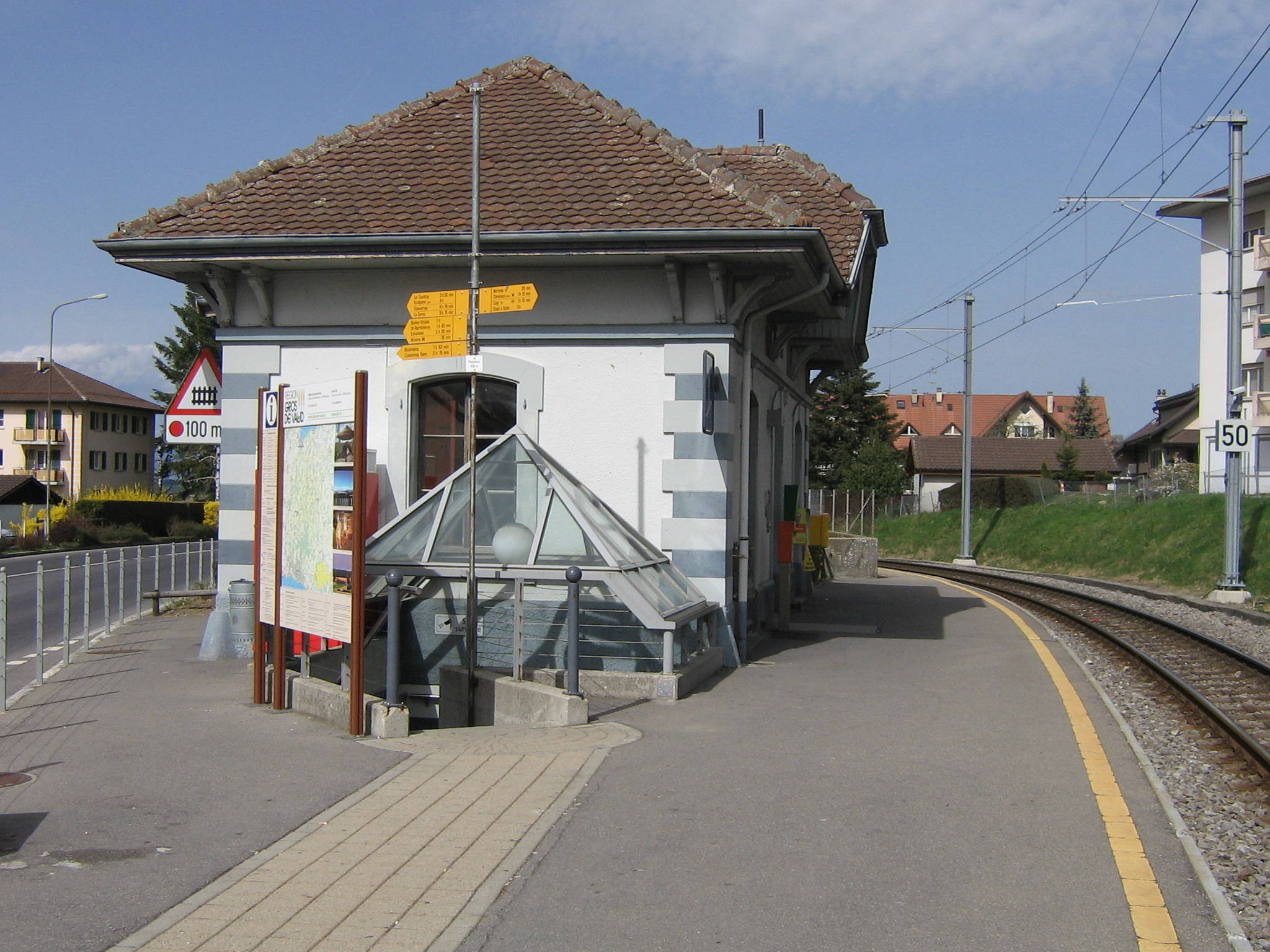
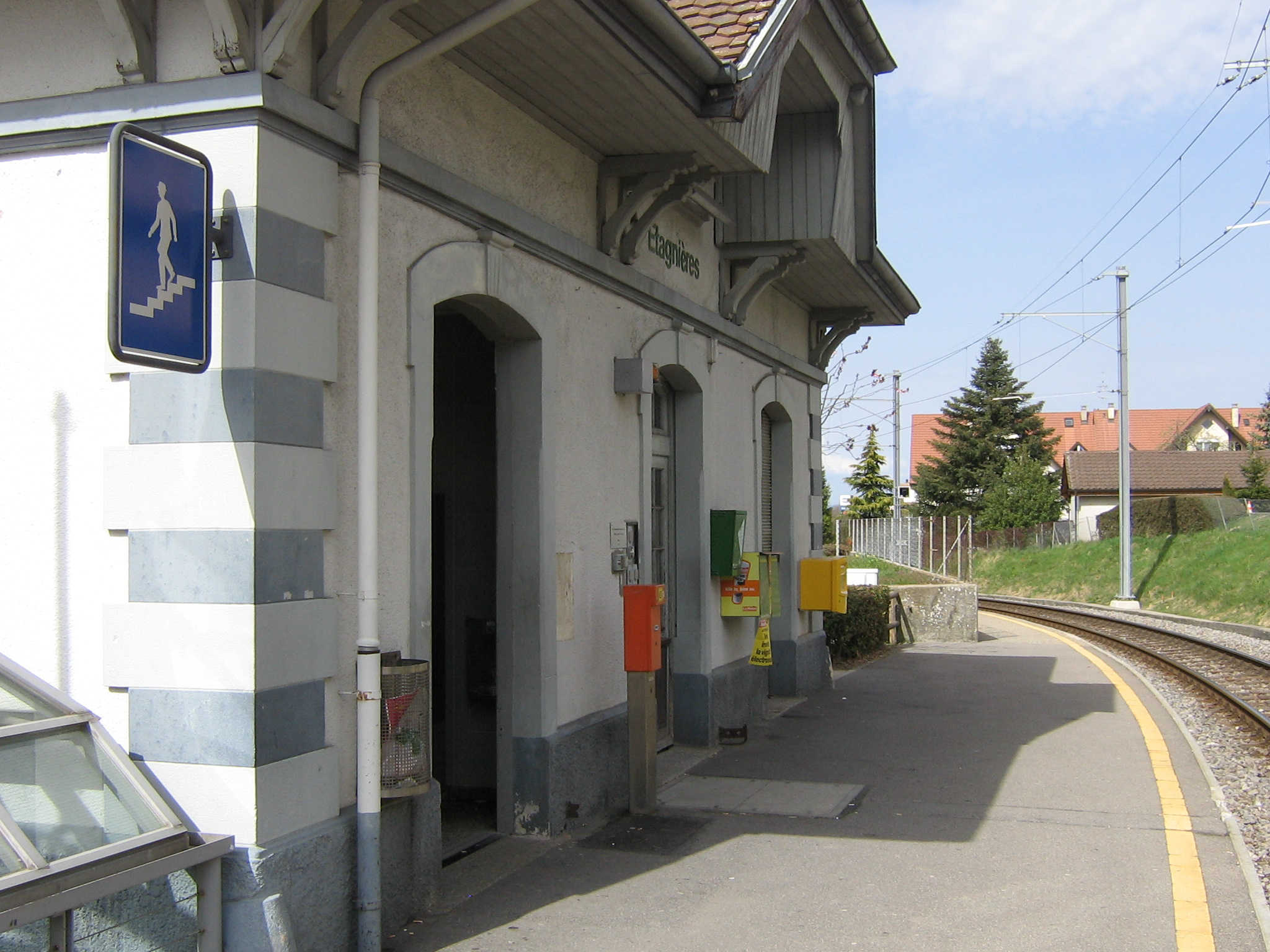
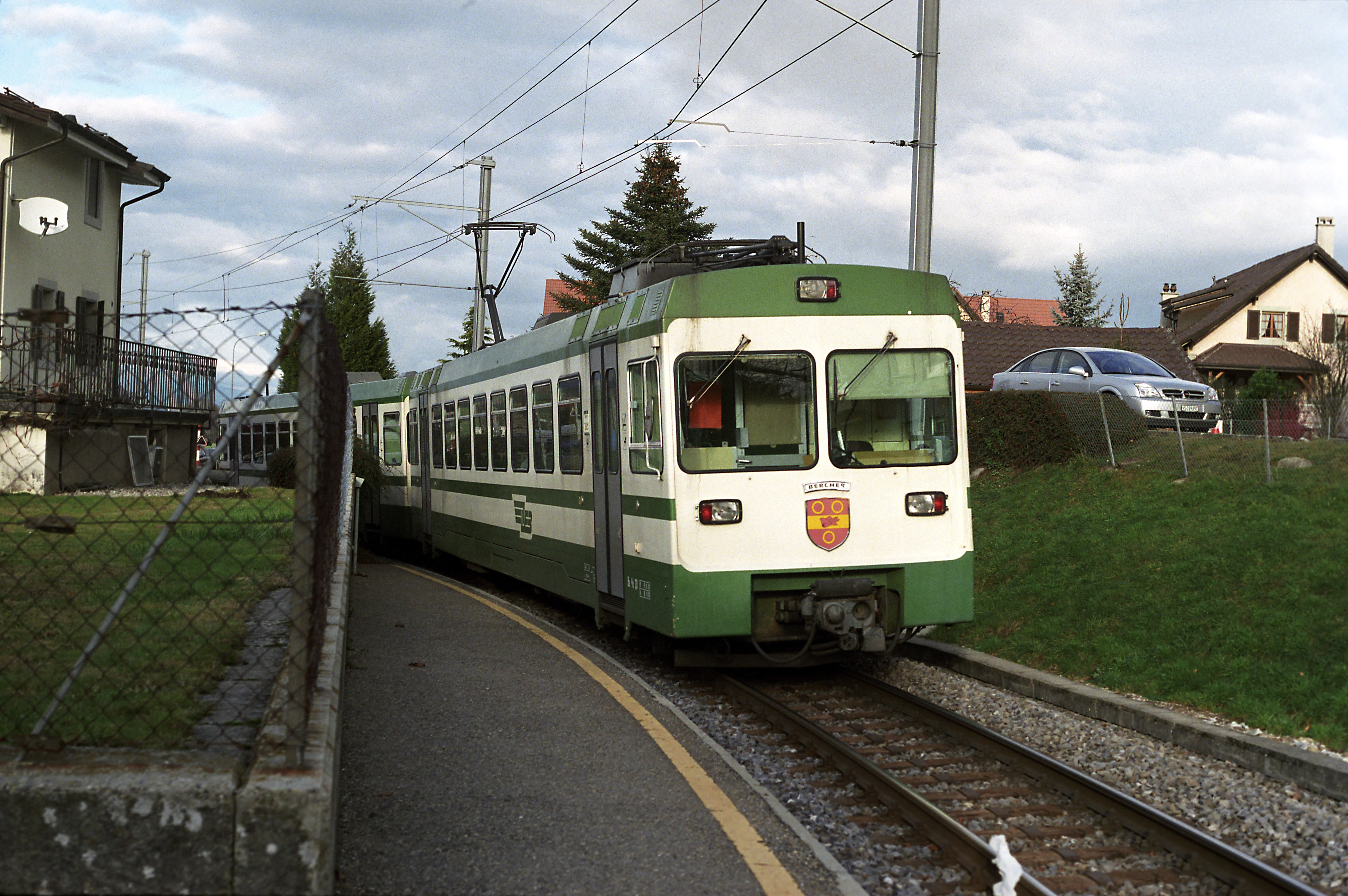